# Constituição do Benim
A Constituição do Benim foi adotada após referendo em 2 de dezembro de 1990.